# China Resources Building (Hong Kong)
Pour les articles homonymes, voir China Resources Building.
Le China Resources Building (華潤大廈, également connu sous le nom de China Resources Centre) est un gratte-ciel de 48 étages à Hong Kong. Il est situé dans le district de Wanchai, sur la très fréquentée Harbour Road. Il a été construit en 1983 par WMKY Limited puis rénové en 2013 par Ronald Lu & Partners. Il a trois niveaux souterrains,.
Le bâtiment abrite le siège de nombreuses filiales du conglomérat diversifié China Resources, notamment China Resources Land (qui est également le promoteur du gratte-ciel), China Resources Pharmaceutical Group, China Resources Power, China Resources Gas, China Resources Cement, China Resources Capital Management, China Resources Beer Holdings, CR Ng Fung, China Resources Healthcare Group, China Resources Microelectronics, China Resources Textiles, China Resources Chemical Holdings et China Resources Property.

## Rénovation
La tour a été rénovée en 2013, améliorant ses performances energétiques,.
Auparavant, le hall d'entrée du bâtiment contenait un « Mur des neuf dragons » en céramique, réplique exacte de l'original de l'ancien Pékin (Cité interdite), également reconnu par les experts comme une œuvre d'art.

## Galerie

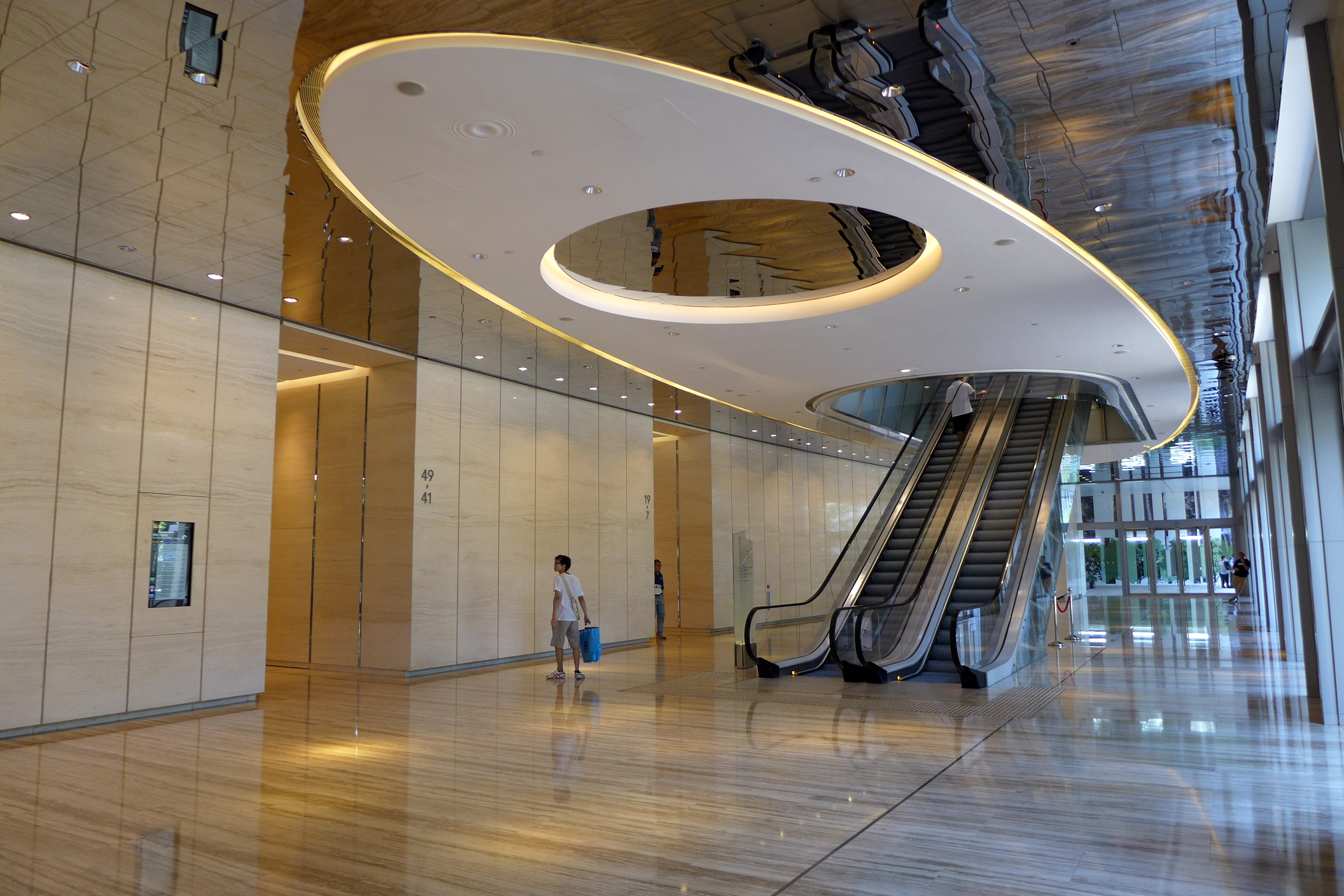
Hall d'accueil.
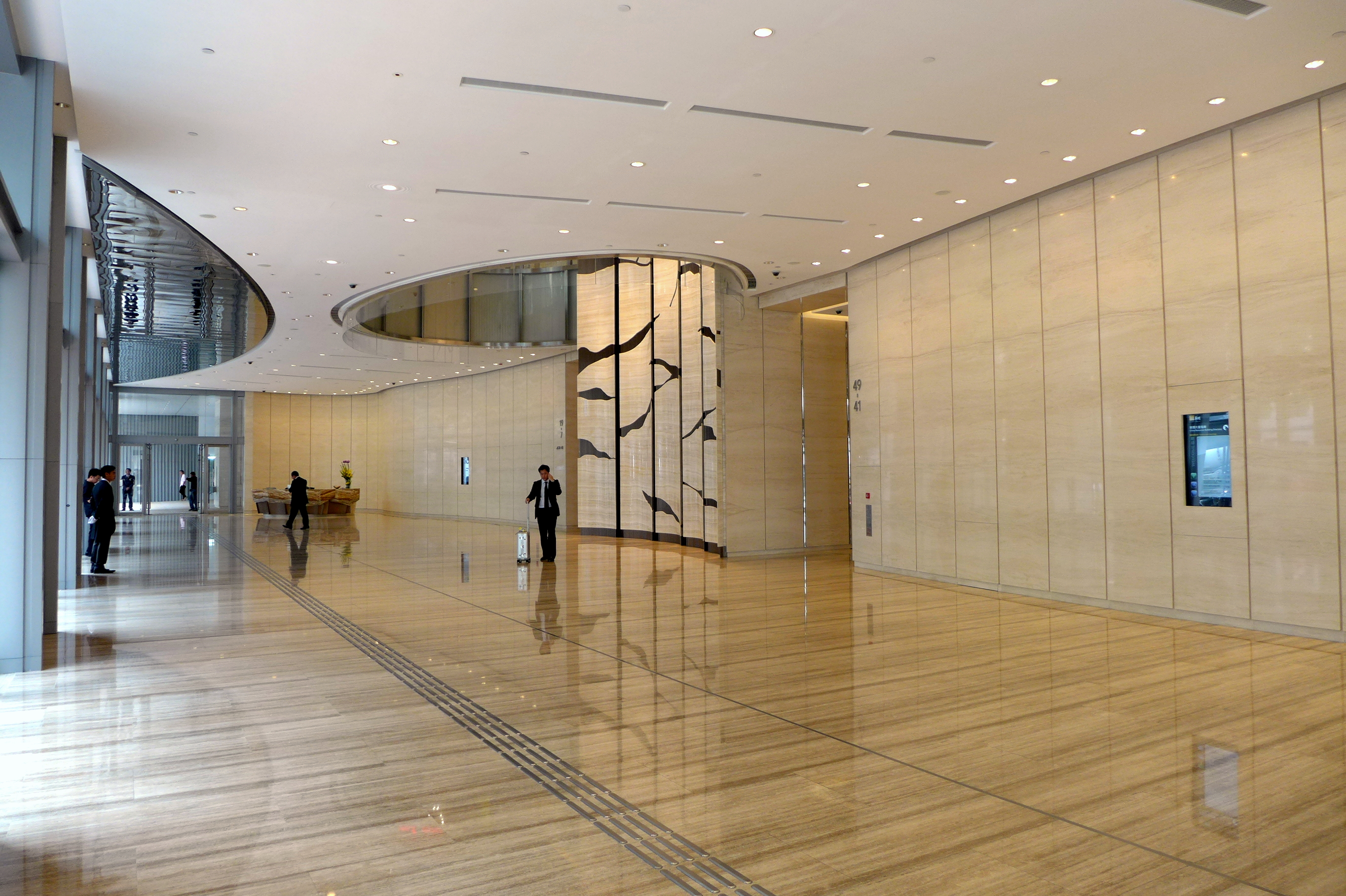
Hall d'accueil.
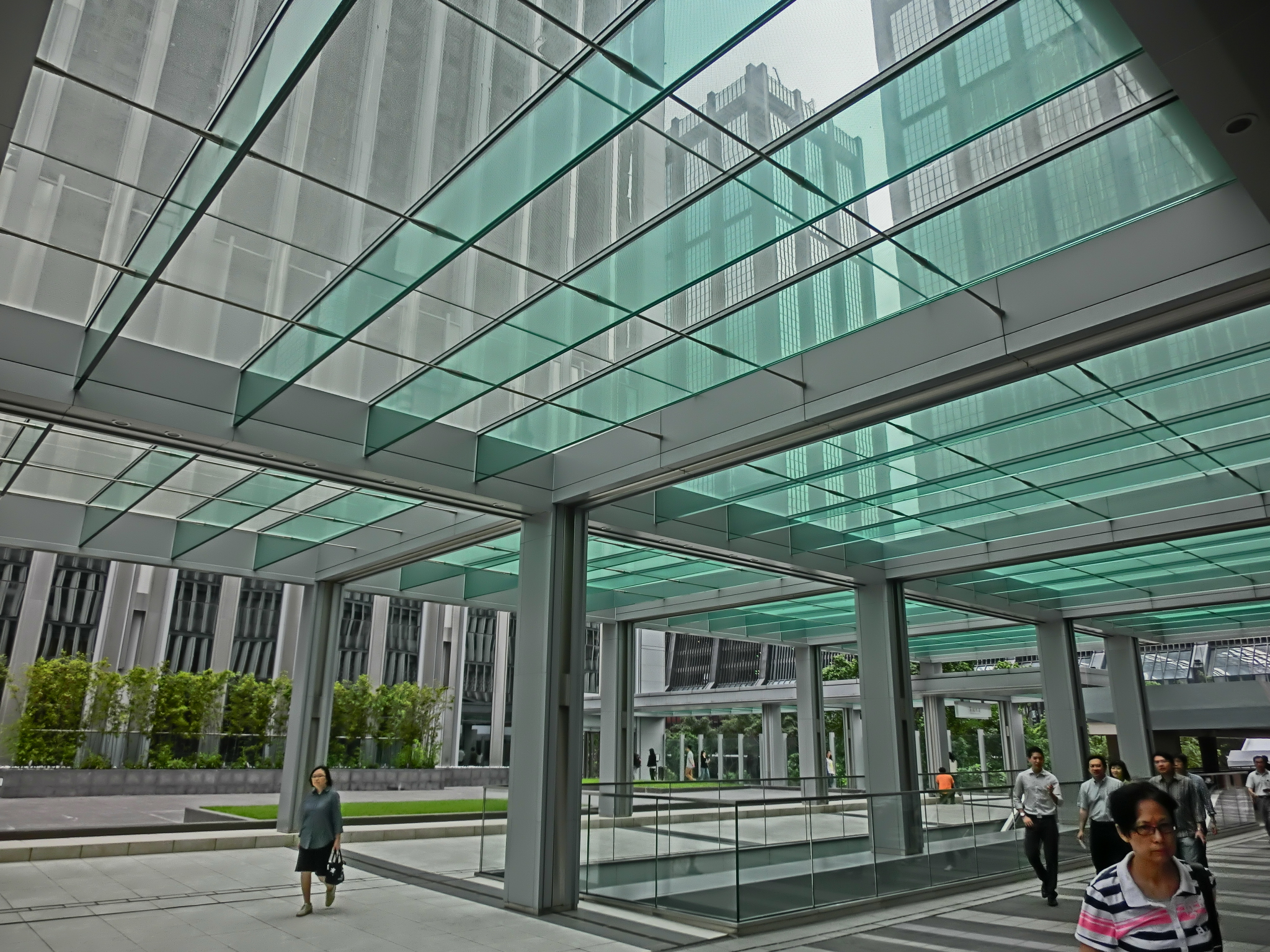
Allée couverte.